# Tetrathemis polleni
Tetrathemis polleni är en trollsländeart som först beskrevs av Selys 1869.  Tetrathemis polleni ingår i släktet Tetrathemis och familjen segeltrollsländor. IUCN kategoriserar arten globalt som livskraftig. Inga underarter finns listade i Catalogue of Life.